# ハワード郡 (アイオワ州)
ハワード郡（英: Howard County）は、アメリカ合衆国アイオワ州の北東部に位置する郡である。2010年国勢調査での人口は9,566人であり、2000年の9,932人から3.7％減少した。郡庁所在地はクレスコ市（人口3,868人）であり、同郡で人口最大の都市でもある。

## 歴史
ハワード郡は1851年に設立され、郡名はインディアナ州選出アメリカ合衆国下院議員で、テキサス共和国への臨時代理大使を務めたティルマン・アズハースト・ハワードに因んで名付けられた。
1970年にノーベル平和賞を受賞したノーマン・ボーローグ（1914年-2009年）はクレスコ市で生まれ育った。

## 地理
アメリカ合衆国国勢調査局に拠れば、郡域全面積は473.76平方マイル (1,227.0 km2)であり、このうち陸地473.40平方マイル (1,226.1 km2)、水域は0.36平方マイル (0.93 km2)で水域率は0.08％である。

### 主要高規格道路
- アメリカ国道63号線
- アイオワ州道9号線
- アイオワ州道139号線

### 隣接する郡
- モーア郡 (ミネソタ州) - 北西
- フィルモア郡 (ミネソタ州) - 北
- ウィネシーク郡 - 東
- チカソー郡 - 南
- ミッチェル郡 - 西
- フロイド郡 - 南西

### 郡祭
マイティ・ハワード郡祭は毎年6月の最後の1週間、クレスコ市で開催されている。2012年にはその119回目を迎えた。

## 人口動態

### 2010年国勢調査
以下は2010年国勢調査による人口統計データである。
基礎データ
- 人口: 9,566人
- 人口密度: 8人/km2（20人/mi2）
- 住居数: 4,367軒
- 使用住居: 3,944軒[6]

### 2000年国勢調査

2000人口ピラミッド

以下は2000年国勢調査による人口統計データである。
| 基礎データ - 人口: 9,932人 - 世帯数: 3,974 世帯 - 家族数: 2,650 家族 - 人口密度: 8人/km2（21人/mi2） - 住居数: 4,327軒 - 住居密度: 4軒/km2（9軒/mi2） 人種別人口構成 - 白人: 99.06% - アフリカン・アメリカン: 0.11% - ネイティブ・アメリカン: 0.15% - アジア人: 0.17% - その他の人種: 0.08% - 混血: 0.42% - ヒスパニック・ラテン系: 0.55% 年齢別人口構成 - 18歳未満: 26.3% - 18-24歳: 6.8% - 25-44歳: 25.4% - 45-64歳: 21.3% - 65歳以上: 20.1% - 年齢の中央値: 40歳 - 性比（女性100人あたり男性の人口） - 総人口: 97.0 - 18歳以上: 96.3 | 世帯と家族（対世帯数） - 18歳未満の子供がいる: 31.1% - 結婚・同居している夫婦: 56.8% - 未婚・離婚・死別女性が世帯主: 6.6% - 非家族世帯: 33.3% - 単身世帯: 29.5% - 65歳以上の老人1人暮らし: 15.6% - 平均構成人数 - 世帯: 2.43人 - 家族: 3.03人 収入と家計 - 収入の中央値 - 世帯: 34,641米ドル - 家族: 43,284米ドル - 性別 - 男性: 28,856米ドル - 女性: 21,367米ドル - 人口1人あたり収入: 17,842米ドル - 貧困線以下 - 対人口: 9.3% - 対家族数: 5.6% - 18歳未満: 8.7% - 65歳以上: 8.8% |

## 都市と町
| - クレスコ - 郡庁所在地 - チェスター - エルマ | - ライムスプリングス - プロティビン - ライスビル |

### その他の町
- フローレンスビル

### 郡区
- アフトン郡区
- アルビオン郡区
- チェスター郡区
- フォレストシティ郡区
- ハワード郡区
- ハワードセンター郡区
- ジェームズタウン郡区
- ニューオレゴン郡区
- オークデール郡区
- パリ郡区
- サラトガ郡区
- ヴァーノンスプリングス郡区